# تعاونية اليوسفية (طناجة)
تعاونية اليوسفية هو دُوَّار يقع بجماعة مڭرن، إقليم القنيطرة، جهة الرباط سلا القنيطرة في المملكة المغربية. ينتمي الدوّار لمشيخة طناجة التي تضم 11 دوار. يقدر عدد سكانه بـ 518 نسمة حسب الإحصاء الرسمي للسكان والسكنى لسنة 2004.

## روابط خارجية
- البوابة الوطنية للجماعات الترابية نسخة محفوظة 12 مارس 2018 على موقع واي باك مشين.
- المندوبية السامية للتخطيط